# 德效骞
德效骞（英語：Homer Hasenpflug Dubs，1892年3月28日—1969年8月16日），号闵卿，又名德和美，美国汉学家。

## 生平
德效骞出生于伊利诺伊州迪尔菲尔德，年幼时随父母赴中国传教，童年时期在湖南度过。曾就读于欧柏林大学与耶鲁大学，1914年自耶鲁大学毕业。后又获哥伦比亚大学哲学硕士学位与纽约协和神学院神学硕士学位。1918年作为圣道会教士再次来到中国。回国后，于1925年获芝加哥大学哲学博士学位，其博士论文是对于荀子的研究。此后，他于1925年至1927年间在明尼苏达大学任教，1927年至1934年间又前往马歇尔学院（Marshall College）任教。1934年至1947年间，他受美国学术团体协会（American Council of Learned Societies）之托翻译班固的《汉书》。1947年他因《前汉史》（History of the Former Han Dynasty）前两卷获儒莲奖。在《前汉史》第一卷出版后，他还任教于杜克大学、哥伦比亚大学、哈特福德神学院（Hartford Seminary）等校。1947年后他赴英国牛津大学任汉学教授（Chair of Chinese）。1959年退休，1969年在牛津逝世。

## 著名觀點

### 羅馬漢朝曾有軍事接觸

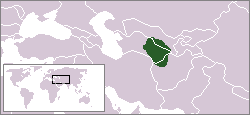
帕提亚国王奧羅德斯二世（Orodes II of Parthia）将卡萊战役中的罗马俘虏送到马尔吉安那，但这些俘虏后来下落不明。

德效骞推测，被送到帕提亚东部边境地区的罗马俘虏可能曾經与汉族士兵发生过冲突，此假說稱為古羅馬第一軍團失蹤之謎。
達布斯引用了班固《漢書》所載「明日，前至郅支城都賴水上，離城三里，止營傅陳。望見單于城上立五采幡幟，數百人披甲乘城，又出百餘騎往來馳城下，步兵百餘人夾門魚鱗陳，講習用兵。」他認為文中的魚鱗陣可能是指羅馬軍隊作戰時的龜甲陣，猜測這些被漢朝俘虜的士兵後來於永昌县驪靬村定居下來。
但是，达布斯的假設未為現代學者所接受。目前，無任何证据此假設，而在测试骊靬村附近男性居民的脱氧核糖核酸后，結果亦否定了此假設。而且，张掖郡骊靬县的建置年代亦早于郅支城之战，因此骊靬县不会因為罗马战俘而得名。